# Vallée de l'Orbe
Vallée de l'Orbe este o arie protejată (sit de importanță comunitară — SCI) din Franța întinsă pe o suprafață de 627 ha, integral pe uscat.

## Localizare
Centrul sitului Vallée de l'Orbe este situat la coordonatele 46°31′09″N 6°06′50″E / 46.51928°N 6.11377°E.

## Înființare
Situl Vallée de l'Orbe a fost declarat arie specială de conservare în baza directivei 92/43 din 1992 referitoare la conservarea habitatelor naturale și a faunei și florei sălbatice pentru a proteja 1 specie de plante și 5 specii de animale.

## Biodiversitate
Situată în ecoregiunea continentală, aria protejată conține 14 habitate naturale: Ape puternic oligomezotrofe cu vegetație bentonică cu Chara spp., Turbării active, Depresiuni pe substraturi de turbă de Rhynchosporion, Mlaștini împădurite, Pajiști uscate seminaturale și facies de acoperire cu tufișuri pe substraturi calcaroase (Festuco-Brometalia) (* situri importante pentru orhidee), Liziere de ierburi înalte hidrofile de câmpie și de nivel montan până la alpin, Mlaștini alcaline, Lacuri eutrofice naturale cu vegetație de tip Magnopotamion sau Hydrocharition, Păduri de fag Asperulo-Fagetum, Cursuri de apă de la nivel de câmpie la nivel montan, cu vegetație Ranunculion fluitantis și Callitricho-Batrachion, Pajiști cu Molinia pe soluri calcaroase, turboase sau argilos-nămoloase (Molinion caeruleae), Pajiști carstice calcaroase sau bazofile, de Alysso-Sedion albi, Fânețe montane, Mlaștini turboase de tranziție și turbării mișcătoare.
La baza desemnării sitului se află mai multe specii protejate:
- plante (1): Hamatocaulis vernicosus
- nevertebrate (5): Austropotamobius pallipes, fluturele auriu (Euphydryas aurinia), Lycaena helle, Vertigo genesii, Vertigo geyeri

Pe lângă speciile protejate, pe teritoriul sitului au mai fost identificate 26 de specii de plante, 12 specii de păsări, 9 specii de nevertebrate, 4 specii de pești, 1 specie de reptile.